# ГЕС Сянцзяба
ГЕС Сянцзяба (向家坝水电站) — гідроелектростанція у центральній частині Китаю в провінції Сичуань. Знаходячись між ГЕС Сілоду (вище по течії) та ГЕС Три Ущелини, входить до складу каскаду на одній з найбільших річок світу Янцзи (розташовується на ділянці її верхньої течії, котра носить назву Цзиньша).
У межах проекту річку перекрили бетонною гравітаційною греблею висотою 162 метри та довжиною 909 метрів. Вона утримує витягнуте по долині Цзиньші на 156,6 км водосховище з об'ємом 5163 млн м3 (корисний об'єм 903 млн м3) та припустимим коливанням рівня поверхні у операційному режимі між позначками 370 та 380 метрів НРМ.
Пригреблевий машинний зал обладнали одинадцятьма турбінами типу Френсіс — вісьмома потужністю по 800 МВт та трьома з показником по 450 МВт. Вони використовують напір від 83 до 114 метрів (номінальний напір 100 метрів) та забезпечують виробництво 30880 млн кВт-год електроенергії.
Видача продукції відбувається за допомогою ЛЕП, розрахованої на роботу під напругою 800 кВ (цей об'єкт використовує технологію HVDC — постійного струму високої напруги).